# Scymnopis
Scymnopis är ett släkte av skalbaggar. Scymnopis ingår i familjen plattnosbaggar.
Kladogram enligt Catalogue of Life:
| Scymnopis | \| \| Scymnopis anthrenus \| \| \| \| \| \| Scymnopis suturalis \| \| \| \| |
|           | \| \| Scymnopis anthrenus \| \| \| \| \| \| Scymnopis suturalis \| \| \| \| |
|           | Scymnopis anthrenus                                                         |
|           |                                                                             |
|           | Scymnopis suturalis                                                         |
|           |                                                                             |